# Sandy Bull
Alexander "Sandy" Bull (25 de fevereiro de 1941 - 11 de abril de 2001) foi um músico e compositor de folk americano.
Bull era um talentoso instrumentista de cordas, tocando violão, pedal steel guitar, banjo e oud. Seu trabalho inicial combinava instrumentos não ocidentais com o folk revival dos anos 1960, também foi citado como importante no desenvolvimento da música psicodélica.

## Biografia

### Início da vida e educação
Nascido em 25 de fevereiro de 1941 na cidade de Nova York, Alexander "Sandy" Bull era filho único de Harry A. Bull, editor-chefe da revista Town & Country, e de Daphne van Beuren Bayne (1916-2002), uma herdeira do banco de Nova Jersey que ficou conhecida como harpista de jazz com o nome de Daphne Hellman. Seus pais se divorciaram em 1941, logo após seu nascimento. Com o segundo casamento de sua mãe com o escritor da The New Yorker Geoffrey T. Hellman, Bull tinha uma meia-irmã, a tocadora de cítara Daisy Hellman Paradis, e um meio-irmão adotivo, Digger St. John.
Na década de 1950, ele estudou música na Boston University e se apresentou em casas noturnas em Cambridge e Boston. No início dos anos 1960, ele se apresentava em clubes de folk em Greenwich Village, na cidade de Nova York. Ele se mudou para São Francisco em 1963 e dividiu um apartamento com o músico Hamza El Din.

### Vida Pessoal
Sandy Bull lutou contra um problema com drogas entre o final dos anos 1960 a 1974, o que afetou seriamente seu desempenho. Depois de completar um programa de reabilitação em 1974, ele começou a se apresentar novamente.
Ele era casado com Candy e eles tinham três filhos. Em 11 de abril de 2001, Bull morreu de câncer de pulmão em sua casa em Franklin, perto de Nashville, Tennessee.
Sua filha, KC Bull, criou um filme sobre seu pai, "No Deposit, No Return Blues" (2009).

## Música
Seus álbuns freqüentemente apresentavam um repertório eclético, incluindo improvisações modais estendidas em oud. Um arranjo da composição Carmina Burana de Carl Orff para banjo de 5 cordas aparece em seu primeiro álbum e outras fusões musicais incluem a adaptação de "Manhã de Carnaval" de Luiz Bonfá, uma longa variação de "Memphis Tennessee" de Chuck Berry, e composições derivadas de trabalhos de JS Bach e Roebuck Staples.
Bull usou overdubbing como forma de se acompanhar. Conforme documentado em Still Valentine's Day, 1969: Live At the Matrix, gravação em São Francisco, o uso de fita de acompanhamento também fazia parte de suas apresentações solo em concertos.
Bull tocava principalmente um estilo de guitarra e banjo, e seu estilo foi comparado ao de John Fahey e Robbie Basho do antigo selo Takoma nos anos 1960. O guitarrista Guthrie Thomas credita Bull como uma grande influência em seu início de carreira.
Na década de 1970, ele se mudou para São Francisco, onde dividiu a casa e o espaço de ensaio com o cantor folk Billy Roberts, o compositor da canção de Jimi Hendrix, "Hey Joe". Em 2 de maio de 1976, ele abriu um concerto de Leo Kottke no Berkeley Community Theatre, onde se apresentou usando sua flauta de quatro canais e um 'Rhythm Ace' como instrumentos de apoio.
Bull mudou-se mais tarde para Los Angeles, Flórida e depois para Nashville, onde construiu um estúdio de gravação. Ele se aproximou de muitos músicos proeminentes de Nashville e, na década de 1990, gravou vários discos pelo selo Timeless Recording Society. Ele também tocou o oud no álbum de 1991 de Sam Phillips, Cruel Inventions.

## Discografia

### Álbuns de estúdio
| Ano  | Título                         | Gravadora                  |
| ---- | ------------------------------ | -------------------------- |
| 1963 | Fantasias for Guitar and Banjo | Vanguard                   |
| 1965 | Inventions                     | Vanguard                   |
| 1969 | E Pluribus Unum                | Vanguard                   |
| 1972 | Demolition Derby               | Vanguard                   |
| 1988 | Jukebox School of Music        | ROM                        |
| 1991 | Vehicles                       | Timeless Recording Society |
| 1996 | Steel Tears                    | Timeless Recording Society |

### Álbuns ao vivo
- Still Valentine's Day 1969 (2006, Water)
- Sandy Bull & The Rhythm Ace Live 1976 (2012, Drag City)

### Compilações
- The Essential Sandy Bull (1974, Vanguard)
- Re-Inventions: Best of the Vanguard Years (1999, Vanguard)
- Vanguard Visionaries (2007, Vanguard)